# مادام حاجی‌عباس
مادام حاجی‌عباس، مشهور به مادام (درگذشت: زمستان ۱۲۹۵ هجری قمری در طهران)، عنوان یا لقب بانویی فرانسوی است که در حدود سال ۱۲۳۵ هجری قمری (۱۱۹۷–۱۱۹۸ هجری خورشیدی)  به عقد یک نقاش ایرانی به نام حاجی‌عباس شیرازی درآمد و با وی به ایران آمد و در دربار قاجاریه مشغول به کارهایی همچون گلسازی، آرایشگری و... گردید.
مادام حاجی‌عباس در مدتی کوتاه تبدیل به یکی از دوستان بسیار نزدیک مهدعلیا، مادر ناصرالدین شاه قاجار شد و از طریق او، به چهره‌ای بانفوذ در دربار ایران تبدیل گردید.

## علت مهاجرت به ایران
در زمان اقامت محمدمیرزا (محمد شاه قاجار بعدی) در تبریز نزد پدرش عباس میرزا نایب السلطنه، روزی از روزها یکی از بازرگانان اهل فرنگ، مقداری گل مصنوعی که در آن زمان در فرنگستان از پارچه‌های رنگی و کاغذ ساخته می‌شد، به ایران آورد. برحسب اتفاق چند دسته از این گل‌های مصنوعی از طهران به تبریز فرستاده شد و زنان اندرونی محمد میرزا عاشق و فریفته این گل‌ها شدند و همه آن‌ها خواستند که برای زینت اطاقهای خود از این گل‌ها داشته باشند. اما چون تهیه آن مقدار گل مصنوعی در تبریز میسر نبود و کسی هم پیدا نمی‌شد که بتواند شبیه آن گل‌ها را در داخل کشور بسازد، محمد میرزا یکی از نقاشان دستگاه خود به نام حاجی عباس شیرازی را روانه فرنگستان کرد تا این صنعت را بیاموزد و با این هنر به ایران بازگردد.
حاجی عباس در حدود سال ۱۲۳۵ هجری قمری به پاریس رفت و در بعضی کارخانه‌های گل‌سازی آن دیار، شاگردی کرد و نزد خانمهایی که در این زمینه تخصص داشتند، به آموختن این صنعت پرداخت. اما هنر ساخت این گل‌ها، هنری ظریف و زنانه بود، طوری‌که حاجی عباس با اینکه نقاش زبردستی محسوب می‌شد، سرانگشتان لطیفی برای گل‌سازی نداشت و هر چقدر تلاش کرد نتوانست هنری را که خانم‌های پاریسی دارند به درستی فرا بگیرد. آخر کار، تدبیری که به نظر حاجی عباس رسید و آن تدبیر این بود که با کسب اجازه از محمد میرزا یکی از خانم‌های گل ساز فرانسوی را با خود به ایران بیاورد و چون این اجازه را یافت، خانمی سی ساله از اهالی اورلئان را با دستمزد سالی هشت هزار فرانک، به خدمت گرفت و به اتفاق وی با او روانه تبریز شد.

## ازدواج با حاجی‌عباس
در راه بازگشت از پاریس به تبریز، حاجی عباس متوجه شد که خانم اورلئانی همسفرش، زنی فوق العاده باذوق و هنرمند است و علاوه بر گلسازی دارای هنرهای دیگری نیز هست. از جمله هم خوب می‌زند و می‌رقصد و می‌خواند، و هم در قلاب‌دوزی و خیاطی و آشپزی مهارت دارد و از اینها گذشته، زنی زیبا نیز هست.
بدین ترتیب حاجی‌عباس، در همان بین راه، این زن فرانسوی را وادار به قبول دین اسلام نمود و او را به عقد و ازدواج خود درآورد. زن فرانسوی هم که به درایت متوجه هنرمندی و ثروت و نفوذ حاجی عباس در دربار قاجار شده بود و از چرب زبانی و زرنگی حاجی عباس خوشش آمده بود، ازدواج با حاجی و مسلمان شدن و تمام تکالیف مربوط به آن را پذیرفت و به قول عباس اقبال آشتیانی، در رسیدن به ایران، در چادر و روبند فرو رفت و مثل پیرزن چهل طوطی، زیر کرسی‌نشین و قلیان کش شد. این زن فرانسوی پس از ورود به ایران، با عنوان مادام حاجی عباس شهرت یافت.

## مادام حاجی‌عباس در تبریز
مادام حاجی عباس که زنی باهوش و زیرک بود به فاصلهٔ کمی از شروع اقامت در تبریز، زبان‌های فارسی و آذری را فرا گرفت و چون در فرانسه با فنون آرایشگری نیز آشنایی یافته بود، در اندرون محمد میرزا ولیعهد، آرایشگر اهل حرم شد. وی در عین حال اوقات شاه آینده ایران را با نقل حکایات و روایات تاریخی مربوط به اروپا خوش می‌کرد. کم کم نفوذ او در ذهن شاه آینده ایران و اطرافیان او، به جایی رسید که آن‌ها در موضوعات مختلف و حتی در امور سیاسی و مملکتی نیز، با مادام حاجی‌عباس مشورت می‌کردند. در این میان کسی که بیش از سایر اهل حرم با مادام حاجی‌عباس گرم گرفت، ملک جهان خانم معروف به مهدعلیا، زوجهٔ محمد میرزا و مادر ناصرالدین شاه قاجار بود، که از همان اوایل حضور مادام در تبریز، با او مناسبات دوستانه برقرار کرد.

## در زمان سلطنت محمدشاه
حتی ملک جهان خانم مهد علیا که خود در زیرکی و هوشیاری در ردیف مادام حاجی عباس بود، تربیت دو فرزند خردسال خویش، یعنی ناصرالدین میرزا و عزت الدوله را به مادام واگذار کرد. مادام هم اوقات خود را شبانه روز به این کار مصروف می‌داشت و فرزندان مهد علیا را فرزند خطاب می‌کرد.

پس از ده سال از ورود مادام گلساز به ایران همسر او، حاجی عباس فوت کرد و مادام که از حاجی فرزندی نداشت و نزدیک به چهل سال داشت در اندرونی شاه ماند و در تمام بند و بستها و توطئه‌های مهدعلیا با وی همکار شد.
زمانی که ناصرالدین میرزا به سن ازدواج رسید، محمد شاه مادام حاجی عباس را مأمور کرد که در اندرونی شاهزادگان در پی دختری مناسب بگردد و آن را که می‌پسندد برای زوجیت ناصرالدین میرزا انتخاب کند. مادام حاجی عباس چهار شاهدخت را معرفی کرد که از آن میان گلین، دختر شاهزاده احمدعلی میرزا به عقد ولیعهد درآمد.

## در زمان سلطنت ناصرالدینشاه
هنگامیکه محمد شاه قاجار درگذشت و فرزندش، مهدعلیا در تهران بود و به دستیاری و راهنمایی مادام حاجی عباس تا رسیدن ناصرالدین شاه از تبریز به پایتخت، با کفایت مخصوصی زمام امور را به دست گرفت و بر اثر همین خوش خدمتی ناصرالدین شاه اندکی پس از جلوس بر تخت سلطنت مادام حاجی عباس را با ماهی هزار فرانک به سمت مترجم رسمی اندرون مفتخر کرد و یک باب منزل هم به وی داد.
از تاریخ ۱۲۶۴ ق تا اواخر سال ۱۲۹۵ ق (که مادام حاجی عباس در سن قریب به نود بود در تهران فوت کرد)، در حرم ناصرالدین شاه به اعمال نفوذ مشغول بود.
سرانجام مادام حاجی‌عباس، در اواخر زمستان سال ۱۲۹۵ هجری قمری در سن حدود ۹۰ سالگی در تهران درگذشت و در همین شهر به خاک سپرده شد.

## درباره او
دربارهٔ مادام حاجی‌عباس و نقش او در دربار قاجاریه سخنان بسیار گفته و نوشته شده و گاه در ارتباط با نقش او در سیاست عصر قاجار، اغراق شده‌است. به عنوان نمونه در برخی سریال‌ها و مجموعه‌های تلویزیونی مثل سریال امیرکبیر ساخته سعید نیکپور، مادام به صورت زنی فتنه گر و مؤثر در قتل امیرکبیر جلوه داده شده که امری شبهه آلود و اغراق‌آمیز به نظر می‌رسد.
نام او در برخی کتاب‌های تاریخی و سفرنامه‌های عصر قاجار ثبت شده‌است. به عنوان نمونه مادام حاجی عباس در سال ۱۲۹۵ هجری قمری و اندکی قبل از فوت خود، برای یک بانوی ایتالیایی به نام کارلا سرنا که به سیاحت ایران آمده بود، نقل کرده‌است که وی در روزهایی که محمدشاه در بستر بیماری منجر به مرگ بوده، مهدعلیا را برای ملکه شدن و دردست گرفتن زمام امور آماده می‌ساخته‌است.

## منبع
- مجله خواندنیها، سال ۱۴، شماره ۵۹، صفحات: ۱۸ و ۱۹، مقاله عباس اقبال آشتیانی: مادام حاجی عباس!، زن گلسازی که با حاجی عباس ازدواج کرد و همه کارهٔ دربار قاجاریه شد (به نقل از نشریه آزادگان شرق)